# 佩斯貝瑞 (格羅斯特郡)
佩斯貝瑞（Prestbury）是位於英國格羅斯特郡的一個村莊，靠近科茨沃爾德。它是切爾滕納姆的郊區之一，但本身也是一個民政教區。當地被認為經常鬧鬼，因此而在英格蘭出名。

## 歷史
佩斯貝瑞的名字來源於古英語preost和burh，意思是“牧師守衛之地”。原因是13世紀時此地存在著有護衛的赫里福德主教宅邸。899年至904年時稱作Preosdabyrig。1086年的末日審判書的記載則是Presteberie，當時即屬於赫里福德教會所轄，有18位居民。1249年赫里福德主教准許此地在每週舉行集市，八月則舉辦為期三日的年度集市。 
在中世紀末期由於切爾滕納姆的崛起，佩斯貝瑞自15世紀開始衰敗，18世紀其轄區已經和切爾滕納姆完全重疊。
當地建有哥特復興式的一戰紀念碑， 2011年10月被人嚴重損壞。

## 外部連結
维基共享资源上的相關多媒體資源：佩斯貝瑞